# Lliçons (Star Trek: La nova generació)
"Lliçons" (títol original en anglès "Lessons") és el dinovè episodi de la sisena temporada de la sèrie de televisió de ciència-ficció estatunidenca Star Trek: La nova generació, i el 145è de tota la sèrie. Es va emetre originalment el 5 d’abril de 1993 en redifusió als Estats Units.
Ambientada al segle XXIV, la sèrie segueix les aventures de la tripulació de la nau de la Flota Estel·lar de la Federació Enterprise-D sota el comandament del capità Jean-Luc Picard. En aquest episodi, l'amor compartit per la música del capità Picard (Patrick Stewart) amb la tinent comandant Nella Daren (Wendy Hughes) condueix a un romanç, que provoca emocions contradictòries per part seva. Després de creure erròniament que ella ha mort, s'adona que és incapaç de mantenir una relació amb algú sota el seu comandament.
L'episodi va ser dirigit per Robert Wiemer i el guió escrit per Ron Wilkerson i Jean Louise Matthias, amb algunes revisions no acreditades de René Echevarria. Es van utilitzar suplents per interpretar les peces de Picard i Daren, cosa que va requerir l'ús d'angles de càmera en primer pla per part del director. L'episodi va ser rebut amb entusiasme pels crítics que el van revisar després del final de la sèrie, i van elogiar les actuacions de Hughes i Stewart.

## Argument
Picard té curiositat quan descobreix que el departament de cartografia estel·lar ha tancat diversos sistemes de l'«Enterprise», i visita la secció per descobrir què està passant. Coneix la cap del departament, la tinent comandant Nella Daren, que li causa una gran impressió. És una reunió prou memorable per discutir-la més tard amb la Dra. Beverly Crusher (Gates McFadden). En un recital musical del tinent comandant Data (Brent Spiner), Picard se sorprèn de veure de nou Daren tocant el piano. Els dos parlen de música i més tard es troben a les estances de Picard i participen en un duet. Daren toca un piano portàtil i Picard interpreta la seva flauta Ressikan.
Els dos comencen a trobar-se més sovint; fins i tot en un tub Jefferies, que Daren afirma que té la millor acústica de la nau. En aquest ambient privat, la seva atracció mútua s'expressa en un petó. Tanmateix, el moment d'intimitat és fugaç. Quan entren en un turboascensor i s'hi uneix un altre membre de la tripulació, Picard reprèn el comportament professional del capità. L'"Enterprise" es desvia de la seva missió quan rep l'ordre d'investigar un informe de tempestes de foc en un lloc avançat de la Federació. Mentre està en trànsit, Picard consulta la consellera Troi (Marina Sirtis) sobre la possibilitat de buscar una relació amb Daren. Aleshores, Picard va a Daren per disculpar-se i explicar-li la seva sobtada formalitat al turboascensor. Després relata l'experiència mostrada a l'episodi "La llum interior" en què va tenir una esposa i una família, es va convertir en avi, va envellir i va aprendre a tocar la flauta. L'experiència va transmetre a Picard un profund apreci per la música, i està content de tenir algú amb qui compartir-la.
Daren parla amb el comandant Riker (Jonathan Frakes) sol·licitant un trasllat per a un altre membre de la tripulació a cartografia estel·lar. Riker diu que considerarà la sol·licitud. Després, parla amb Picard, explicant que la relació entre Picard i Daren complica la decisió. Després de determinar per Riker que la sol·licitud de Daren no és inusual ni que s'aprofiti, Picard li assegura que donarà suport a qualsevol decisió que prengui. Més tard, durant el sopar, Picard relata a Daren la seva conversa amb Riker, dient que han de tenir cura que algú altre no entengui la seva relació.
L'"Enterprise" arriba a la base de la Federació i descobreix que les tempestes de foc es dirigeixen cap a les instal·lacions. Daren suggereix una manera de desviar les tempestes, però l'equip requereix personal entrenat a terra per operar-lo. Daren és assignat a l'equip de superfície, juntament amb diversos altres membres de la tripulació. La base és evacuada durant la perillosa missió, deixant només l'equip de l'"Enterprise" a la superfície. Les tempestes de foc envaeixen la posició que ocupa l'equip de Daren abans que puguin ser recuperats. Creient que Daren és mort, Picard seu contemplant la seva decisió a les seves estances. Aleshores sent que els supervivents estan sent transportats a bord i es dirigeix a la sala del transportador. Daren no es troba entre el grup inicial de supervivents, però més tard és transportada a la nau. Vuit membres de l'equip han mort.
Després, Picard i Daren parlen de la seva relació. Arriben a la conclusió que no pot continuar, ja que Picard no podria suportar posar-la en més perill. Parlen de renunciar a les seves carreres a la Flota Estel·lar per estar junts. Daren sap que Picard, tot i que encara aprecia la vida familiar que va viure com a Kamin, ha triat el deure, la carrera i la soledat. Tots dos saben que Daren ha de deixar l'"Enterprise". Es tornen a besar i Daren fa prometre a Picard que no deixarà la música.

## Repartiment i doblatge al català
La sèrie va ser doblada al català pels estudis Tramontana (primera part) i Soundtrack (segona part) i emesa a TV3 l’any 1991. Els dobladors de l'episodi foren:
| Personatge         | Actor/actriu    | Veu en català      |
| ------------------ | --------------- | ------------------ |
| Jean-Luc Picard    | Patrick Stewart | Joan Crosas        |
| William Riker      | Jonathan Frakes | Antoni Forteza     |
| Data               | Brent Spiner    | Joaquim Sota       |
| Geordi La Forge    | LeVar Burton    | Aleix Estadella    |
| Worf               | Michael Dorn    | Enric Arquimbau    |
| Beverly Crusher    | Gates McFadden  | Aurora Garcia      |
| Deanna Troi        | Marina Sirtis   | Alicia Laorden     |
| Nella Daren        | Wendy Hughes    | Teresa Manresa     |
| Veu de l’ordinador | Majel Barrett   | Maria Josep Guasch |

## Producció
Ron Wilkerson i Jean Louise Matthias van rebre crèdits argumentals pels episodis "L'amiga imaginària" i "Cismes", però per a cada episodi, l'escriptura de la trama televisiva a partir de la idea inicial de la història s'havia assignat a un guionista a causa de les limitacions de temps. La coproductora executiva Jeri Taylor va permetre que la parella escrivís la trama televisiva de "Lliçons", la seva primera per a Star Trek. René Echevarria va fer algunes reescriptures menors sense acreditar a la versió final del guió, ja que el guionista Brannon Braga volia evitar treballar a "Lliçons" després de treballar recentment en un altre guió relacionat amb una història d'amor per a l'episodi "Aquiel". L'escriptor i productor Michael Piller va comparar "Lliçons" amb la pel·lícula de Noël Coward de 1945 Breu encontre.
L'equip de producció va intentar donar a Picard un company i igual romàntic en Daren, i van quedar satisfets amb les actuacions dels actors. El director Robert Wiemer va dir que "teníem actuacions realment excitants... si només haguéssim tingut actuacions moderades, hauria fracassat". Tanmateix, com que ni Stewart ni Hughes podien tocar els seus instruments, va caldre utilitzar diverses tècniques de càmera per dissimular els músics que tocaven just fora de la pantalla. El duo Natalie i Bryce Martin van tocar el piano i el whistle respectivament per representar les habilitats de Daren i Picard. Bryce havia tocat el seu instrument per representar la flauta ressikana de Picard des que va aparèixer per primera vegada a  "La llum interior". Tanmateix, mentre Stewart feia la major part de la digitació de la flauta, en diverses escenes va ser doblat per Noel Webb i John Mayham. Webb també va fer de doble per a Brent Spiner al principi de l'episodi quan Data tocava el trio en sol menor de Frédéric Chopin. Al llarg de l'episodi es toquen diverses peces, com ara Frère Jacques, la Sonata per a piano núm. 14 de Ludwig van Beethoven i el Tercer Concert de Brandenburg de Johann Sebastian Bach. La "Cançó de flauta" de Jay Chattaway, que va aparèixer originalment a "La llum interior", reapareix en aquest episodi.
La tempesta de foc en si va ser creada per Dan Curry i Ronald B. Moore abocant nitrogen líquid sobre vellut negre i després bufant-lo amb una mànega d'aire. L'efecte es va millorar amb efectes digitals i es va inserir digitalment al fons del decorat exterior (normalment anomenat pel repartiment i l'equip com a "planeta infern"). "Lessons" va ser la primera aparició de la cartografia estel·lar a bord de l'"Enterprise", però el decorat seria completament substituït per a la seva reaparició a la pel·lícula "Star Trek: Generations".

## Recepció i mitjans domèstics
James Van Hise i Hal Schuster van escriure al seu llibre de 1995, "The Complete Next Generation", que pensaven que la relació entre Picard i Daren era creïble, i que la història en si era molt efectiva. Van pensar que la solitud que sent Picard al final de l'episodi formava part d'una història en curs que culminaria en la subtrama sobre la solitud de Picard a "Star Trek: Generations".
Diversos crítics van tornar a veure "Star Trek: The Next Generation" després del final de la sèrie. Keith DeCandido va veure l'episodi per a Tor.com i va descriure l'actuació de Wendy Hughes com a "magnífica" i "mai no meravellosa". Tanmateix, va comentar que sempre que no s'utilitzava un doble per tocar el piano, era obvi que Hughes no estava tocant. En general, va apreciar el guió i va pensar que el final no era artificial; tanmateix, hauria preferit que l'estructura episòdica de La nova generació s'hagués canviat una mica per permetre que el romanç es representés com una subtrama al llarg de diversos episodis. Va donar a l'episodi una puntuació de nou sobre deu, dient que "aquest és un dels millors romanços de TNG i una alegria absoluta". Posteriorment, DeCandido va nomenar "Lliçons" com un dels millors episodis de la sisena temporada, que va dir que era la millor temporada de la sèrie.
Zack Handlen, que va ressenyar "Lliçons" per a The A.V. Club, va pensar que l'episodi funciona gràcies a Patrick Stewart i que estava ben gestionat. Va donar a "Lliçons" una puntuació de B+, dient que "no estava gaire convençut de Daren, però quan Picard fa un punt especial a l'hora d'explicar-li la importància de la flauta, ajuda a solidificar la connexió entre ells."
El 2012, Forbes va col·locar "Lliçons" en un top ten alternatiu d'episodis de TNG.

## Llançaments
L'episodi es va publicar per primera vegada en vídeocasset VHS el 4 d'agost de 1998. L'episodi es va publicar com a part de la caixa del DVD de la sisena temporada de Star Trek: la nova generació DVD als Estats Units el 3 de desembre de 2002, i en Blu-ray el 24 de juny de 2014.

## Educació científica
El 2010, Wired va assenyalar aquest episodi de Star Trek com un que es podria utilitzar per ensenyar ciència del món real, especialment astronomia. L'equivalent del món real de la cartografia estel·lar de Star Trek es pot anomenar uranografia.